# اسکو رخارت
اسکو رخارت (انگلیسی: Esko Rechardt؛ زادهٔ ۹ مهٔ ۱۹۵۸) قایقران قایق بادبانی اهل فنلاند است.